# Thelephora dentosa
Thelephora dentosa är en svampart som beskrevs av Berk. & M.A. Curtis 1868. Thelephora dentosa ingår i släktet vårtöron och familjen Thelephoraceae.   Inga underarter finns listade i Catalogue of Life.